# Gerhard Schulz (Politiker)
Gerhard Schulz (* 9. Mai 1948 in Leipzig) ist ein deutscher Politiker (CDU).
Schulz besuchte die allgemeinbildende Oberschule und erreichte sein Abitur auf dem zweiten Bildungsweg. Seine Ausbildungen zum Facharbeiter für Elektrotechnik und für Zerspanungstechnik beendete er jeweils als Geselle, ehe er sich zum Meister des Maschinenbauerhandwerks ausbilden ließ.
1975 trat Schulz der DDR-Blockpartei CDU bei und war dort von 1980 bis 1990 Ortsverbandsvorsitzender und Mitglied des Kreisvorstandes Leipzig-Stadt. Von 1979 bis 1990 saß er in der Versammlung des Leipziger Stadtbezirks Südwest.
Bei der Volkskammerwahl 1990 gelang Schulz der Einzug in die Volkskammer. Das Mandat hatte er bis zum Ende der DDR inne.
Bei der Bundestagswahl 1990 gewann er im Bundestagswahlkreis Leipzig II das Direktmandat und zog so erstmals in den Bundestag ein. 1994 konnte er es verteidigen. 1998 verlor er den Wahlkreis und das Mandat, rückte jedoch im Oktober 2000 für Manfred Kolbe nach und blieb bis 2002 Abgeordneter.